# Collix astathes
Collix astathes là một loài bướm đêm trong họ Geometridae.